# Fosfur d'indi
El fosfur d'indi (amb fórmula química InP) és un semiconductor binari format per indi i fòsfor. Té una estructura cristal·lina cúbica ("zincblenda") centrada en les cares, idèntica a la del GaAs i la majoria dels semiconductors III-V. El fosfur d'indi es pot preparar a partir de la reacció de fòsfor blanc i iodur d'indi a 400 °C., també per combinació directa dels elements purificats a alta temperatura i pressió, o per descomposició tèrmica d'una barreja d'un compost trialquil indi i fosfina.

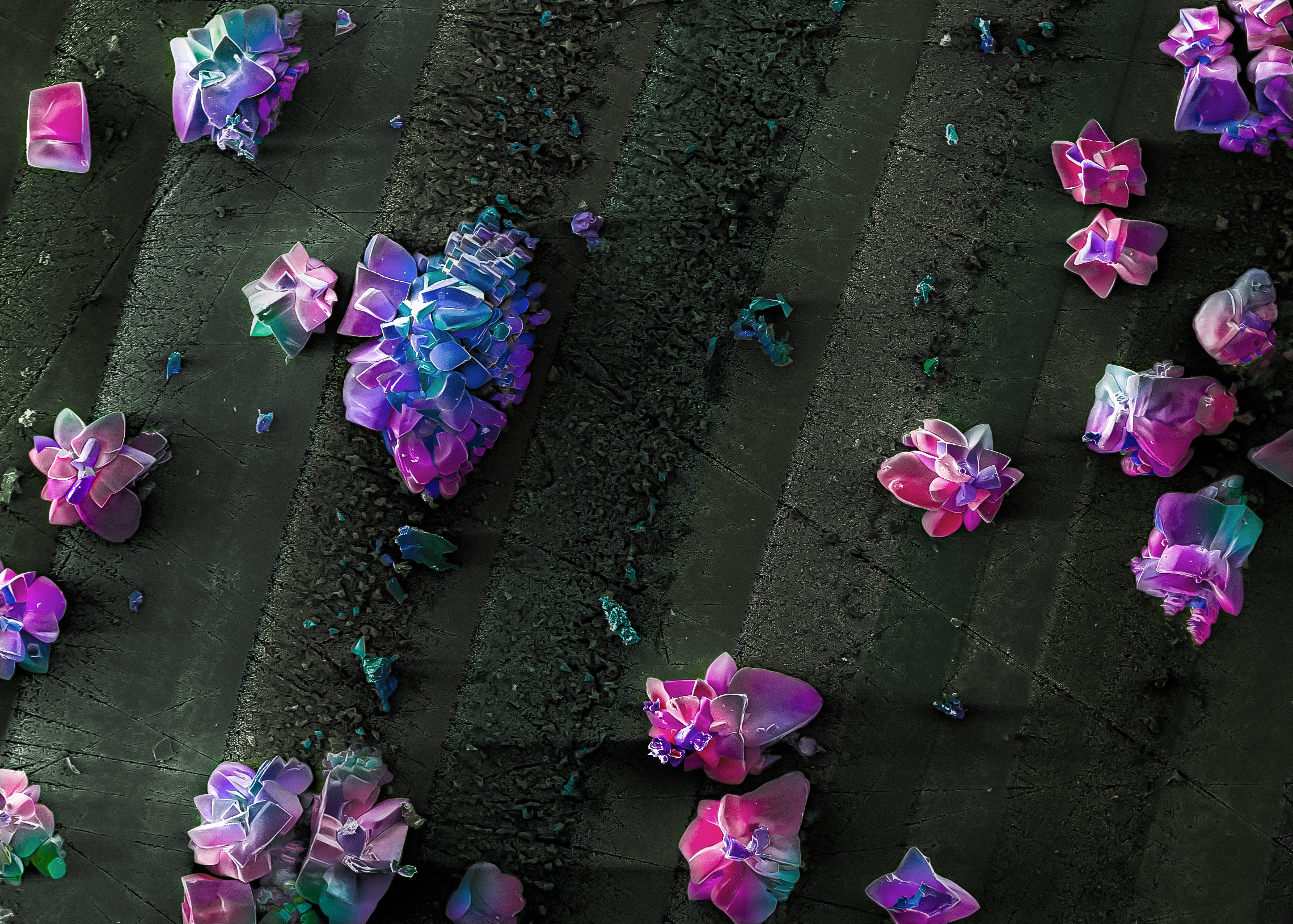
Superfície nanocristal·lina de fosfur d'indi obtinguda per gravat electroquímic i vista al microscopi electrònic d'escaneig. Acolorida artificialment en el postprocessament d'imatges.

InP s'utilitza en electrònica d'alta potència i alta freqüència a causa de la seva velocitat d'electrons superior respecte als semiconductors més comuns de silici i arsenur de gal·li.

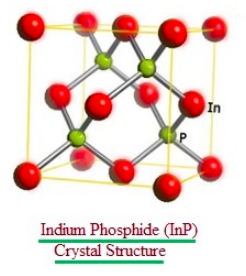
Estructura cristal·lina

Es va utilitzar amb arsenur d'indi gal·li per fer un transistor bipolar d'heterounió pseudomòrfica que bat el rècord que podria funcionar a 604 GHz.
També té un bandgap directe, el que el fa útil per a dispositius optoelectrònics com els díodes làser. L'empresa Infinera utilitza fosfur d'indi com el seu principal material tecnològic per a la fabricació de circuits integrats fotònics per a la indústria de les telecomunicacions òptiques, per permetre aplicacions de multiplexació per divisió de longitud d'ona.